# Turbowolf
Turbowolf (с англ. — «Турбоволк») — английская хард-рок-группа, основанная в Бристоле в 2008 году. В её состав входят Крис Георгиадис (вокал и синтезаторы), Энди Гош (гитара), Лианна Ли Дэвис (бас-гитара) и Блейк Дэвис (ударные). Их первый альбом, Turbowolf, вышел в ноябре 2011 года на лейбле Hassle Records.
СМИ до сих пор не могут точно определить музыку группы, отчасти из-за разнообразия влияний на её творчество. AllMusic описал группу как «трансформирующийся хард-рок коллектив… предлагающий головокружительную смесь панка, психоделического рока, метала и электроники».

## История
Прежде чем выпустить свой первый альбом, Turbowolf потратили несколько лет на развитие своего музыкального стиля в серии туров по Великобритании и концертов с такими группами, как The Eighties Matchbox B-Line Disaster, The Computers, Pulled Apart by Horses и Dinosaur Pile-Up. В 2010 году они также гастролировали по Европе с Korn и Dimmu Borgir. Группа также активно выступала на фестивалях, выступая на Download, Sonisphere, Lovebox, Great Escape, SXSW, Boardmasters и Hevy, среди прочих.
Вскоре после подписания контракта с Hassle Records в июне 2011 года Turbowolf выпустили свой первый сингл «A Rose for the Crows». Видеоклип, снятый Стивеном Агню, был эксклюзивно представлен на сайте журнала Kerrang!. Второй сингл «Read & Write» имел ярко выраженный психоделический видеоклип (также снятый Агню), премьера которого состоялась на сайте журнала NME.
В октябре 2012 года вышел мини-альбом Covers EP Vol 1 с кавер-версиями четырёх песен («See Through Head» – The Hives, «Electric Feel» – MGMT, «Captain Caveman» – Lightning Bolt и «Somebody To Love» – Jefferson Airplane/The Great Society).
В апреле 2014 года Turbowolf выпустили ещё один сингл «Solid Gold», который можно было бесплатно скачать на сайте журнала Kerrang!, где также был опубликован видеоклип.
В октябре 2014 года они выпустили ещё один сингл «Rabbits Foot», который был поддержан BBC Radio 1 как самый роковый трек недели и звучал во многих дневных эфирах этой радиостанции, став самой прослушиваемой песней Turbowolf. Осенью того же года вышел видеоклип на этот сингл. Группа также анонсировала тур с Death From Above 1979 и ещё один тур с такими группами, как Hyena и Dolomite Minor, который должен был состояться примерно в декабре того же года.
Второй альбом Turbowolf, Two Hands, вышел 6 апреля 2015 года на лейблах Spinefarm Records/Search and Destroy Records.
Turbowolf заявили, что работают над новым альбомом под названием Quell: The Ever Changing Sorcerer of Past, Present & Future, релиз которого запланирован на следующее солнечное затмение.

## Дискография
Студийные альбомы:
- Turbowolf (2011)[14]
- Two Hands (2015)
- The Free Life (2018)
- Quell: The Ever Changing Sorcerer of Past, Present & Future (2024)

Мини-альбомы:
- Covers EP Vol. 1 (12", EP) (Hassle Records, 2012)

Синглы:
- "Bite Me Like a Dog" (7", single) X Recordings (2008)
- "Read and Write" (CDr, single, promo) Lupata Records (2009)
- "Ancient Snake" (CDr, single) (self-released) (2010)
- "Let's Die" (CDr, single) (self-released) (2011)
- "Rabbits Foot" (single) (Spinefarm, Search and Destroy, 2014) [#28 Mainstream Rock Tracks]
- "Domino" (digital single) (So Recordings) (2018)[15]

Демозаписи:
- "Avec, Avec!" V2M Production (2007)